# Sint-Dominicusbasiliek (Siena)
De Sint-Dominicusbasiliek (Italiaans: Basilica di San Domenico, ook wel Basilica Cateriniana) in Siena werd gebouwd door de dominicanen in gotische stijl. Zij is gewijd aan de heilige Dominicus.
Met de bouw werd in 1226 begonnen, even buiten het centrum van de stad Siena op de Camporegio-heuvel. Aan het begin van de 14e eeuw volgde een forse uitbreiding. In 1340 werd de klokkentoren gebouwd. De kerk was klaar in 1465. In 1532 brak er een brand uit. De kerk werd in 1798 vrijwel geheel door een aardbeving verwoest, maar weer compleet herbouwd. In 1935 vond een restauratie plaats.
De kerk heeft de vorm van een Egyptisch kruis. Het heeft één schip. Aan de rechterzijde bevindt zich de S. Catharinakapel met meesterwerken van Il Sodoma zoals de De verrukking van de H. Catharina en haar bezwijming. Ook is er de kapel delle Volte. Bij het altaar bevindt zich een werk van Andrea di Vanni met een voorstelling van Catharina Benincasa, echte naam van Catharina van Siena. In het hoogaltaar bevinden zich een ciborie en twee marmeren engelen. Verder nog twee schilderijen van Matteo di Giovanni uit 1479 en een fresco van Pietro Lorenzetti.
In de kerk zijn eveneens werken van Giovanni di Paolo, Il Sodoma, Ventura Salimbeni, Sano di Pietro en Turino di Sano. Belangrijkste bezit van de kerk vormt het gemummificeerde hoofd van de heilige Catharina van Siena, een van de twee patroonheiligen van Italië, die in 1461 heilig werd verklaard. Catharina zorgde ervoor dat de paus en diens Curie in 1376 weer naar Rome terugkeerden, na een verblijf van 67 jaar in Avignon. Het lichaam van Catharina is begraven in de Santa Maria sopra Minerva in Rome.